# Vadims Vasiļevskis
Vadims Vasiļevskis (født 5. januar 1982 i Riga i Lettiske SSR) er en lettisk spydkaster og sølvmedaljevinder ved Sommer-OL 2004. Vasiļevskis opnåede sit bedste resultat på 90,73 meter den 22. juli 2007 i Tallinn i Estland, og han er for tiden den tiendebedste spydkaster gennem tiden.
Vasiļevskis bliver trænet af Valentīna Eiduka. I begyndelsen af sin karriere endte han som nummer otte ved VM for juniorer i atletik 2000, og konkurrerede ved EM i atletik 2002 uden at nå finalen.
Vasiļevskis var Letlands flagbærer under åbningsceremonien ved Sommer-OL 2004. Han var den største overraskelse blandt Letlands medaljevindere i 2004 ved OL. Letland havde tre deltagere i spydkast: Vasiļevskis, Ēriks Rags og Voldemārs Lūsis, med Vasiļevskis som den yngste og den mindst kendte af de tre. Til OL var Vasiļevskis den bedste af de tre, han kastede 84,95 meter, to og en halv meter længere end hans tidligere personlige bedste og godt nok til at vinde en sølvmedalje.
Efter den olympiske sølvmedalje endte han som nummer otte ved IAAF World Athletics Final 2004. Efter et mislykket VM i atletik 2005, hvor han ikke nåede den sidste runde, endte han på fjerdepladsen fire gange ved EM i atletik 2006, IAAF World Athletics Final 2006 og EM i atletik 2007. Han vandt guldmedalje ved Sommer Universiaden i 2007, og endte som niende ved Sommer-OL 2008. Han var også flagbærer ved Sommer-OL 2008.
Vadims Vasiļevskis er siden den 14. oktober 2008 Kavaler af Trestjerneordenen, en orden han fik overrakt af Letlands præsident Valdis Zatlers på Rigas Slot den 11. november 2008.